# Kranjska Gora
Kranjska Gora é um município da Eslovênia. A sede do município fica na localidade de mesmo nome.
|  |